# La Salle-en-Beaumont
La Salle-en-Beaumont é uma comuna francesa na região administrativa de Auvérnia-Ródano-Alpes, no departamento de Isère.